# 神經經濟學
神經經濟學（英語：Neuroeconomics），一種跨領域研究，研究人類進行選擇決策時的生理機制。結合了神經科學、認知心理學、社會學、实验经济学與行為經濟學等學科。它同時也結合了數理生物學、計算機科學等。

## 概論
拜現代物理學及醫學的進步，成就了功能性磁振造影 (functional magnetic resonance imaging, fMRI) 技術，實現一般人認為不可能觀察到的神經活動。利用 fMRI 技術偵測大腦微血管中的血氧濃度，讓我們可以觀察決策時腦部有哪些區域產生反應(反應時需要氧，該區域血氧濃度高)。另外，歷年來神經科學、生理學、化學、心理學及生物學累積了大量的生理知識。在科學界對於大腦功能的初步認識下，人類首次有能力讓光線照亮大腦這個黑盒子。
其中, 有一種稱為多巴胺(dopamine) 的神經傳導物質，當我們做了大腦喜愛的事情(大部分為有利生存或繁衍的事)，大腦會給我們「獎償」，鼓勵我們可以再做。從演化的角度，正確獎償的大腦存活下來。
神經經濟學利用這些對於人類認知的神經學知識，作為基礎，來解釋人類進行經濟決策的原因。經濟學家希望將多巴胺的釋放量，轉換成一個可測量的標準化「獎償」。因為有助於生存，動物 (包含人類) 皆會以極大化此獎償來指導選擇行為，這可以用來解釋經濟學上的理性假設。
其中以多巴胺啟動的連鎖反應, 形成大腦許多部位神經元的呼應、編碼及計算, 而形成經濟學中與決策有關的效用值。相關腦區主要包括眼眶額葉皮質 (orbitofrontal cortex, OFC)，後扣帶迴皮質 (posterior cingulate cortex, PCC)，頂側內葉區皮質 (lateral intraparietal cortex, LIP)。 此外，相關研究表明，該值也可能會被編碼在許多其他腦區的神經元，包括背外側前額葉皮層 (dorsolateral prefrontal cortex) (Lee and Wang, 2008)，前運動皮層 (premotor cortex)，基底神經節 (basal ganglia)，杏仁核 (amygdale)，丘腦中央核 (centromedian nucleus of the thalamus)。
為何這麼多腦區與價值信號有關。帕多阿-斯基奧帕與阿薩德建議「值」的信號透過不同的神經元群代表不同的心理過程。在感覺區，「值」發出的信號可能有助於感官注意(不同感官刺激選擇的過程)；在前額區，「值」發出的信號可能會導致經濟的選擇行為(不同商品的選擇)；在運動區，「值」發出的信號可能有助於動作的選擇(選擇不同的動作)。相關的研究，可以參考普拉特 (Platt) 與帕多阿-斯基奧帕 2009 年在 OFC 和 LIP 對「值」的研究。